# Gruppo Campari
Gruppo Campari — итальянский производитель вин, алкогольных и безалкогольных напитков. Штаб-квартира расположена в городе Сесто-Сан-Джованни (пригород Милана). Основной доход компании приносят продажи крепкоалкогольных напитков (73 % в 2009 году). Штаб-квартира компании располагается в Милане, Италия.
Акции материнской компании — Davide Campari-Milano S.p.A. — включены в листинг Миланской фондовой биржи (с 2001 года), а также в базу расчёта фондового индекса FTSE MIB. Компания зарегистрирована в Нидерландах, а контрольный пакет акций принадлежит зарегистрированной в Люксембурге компании Lagfin S.C.A.

## История

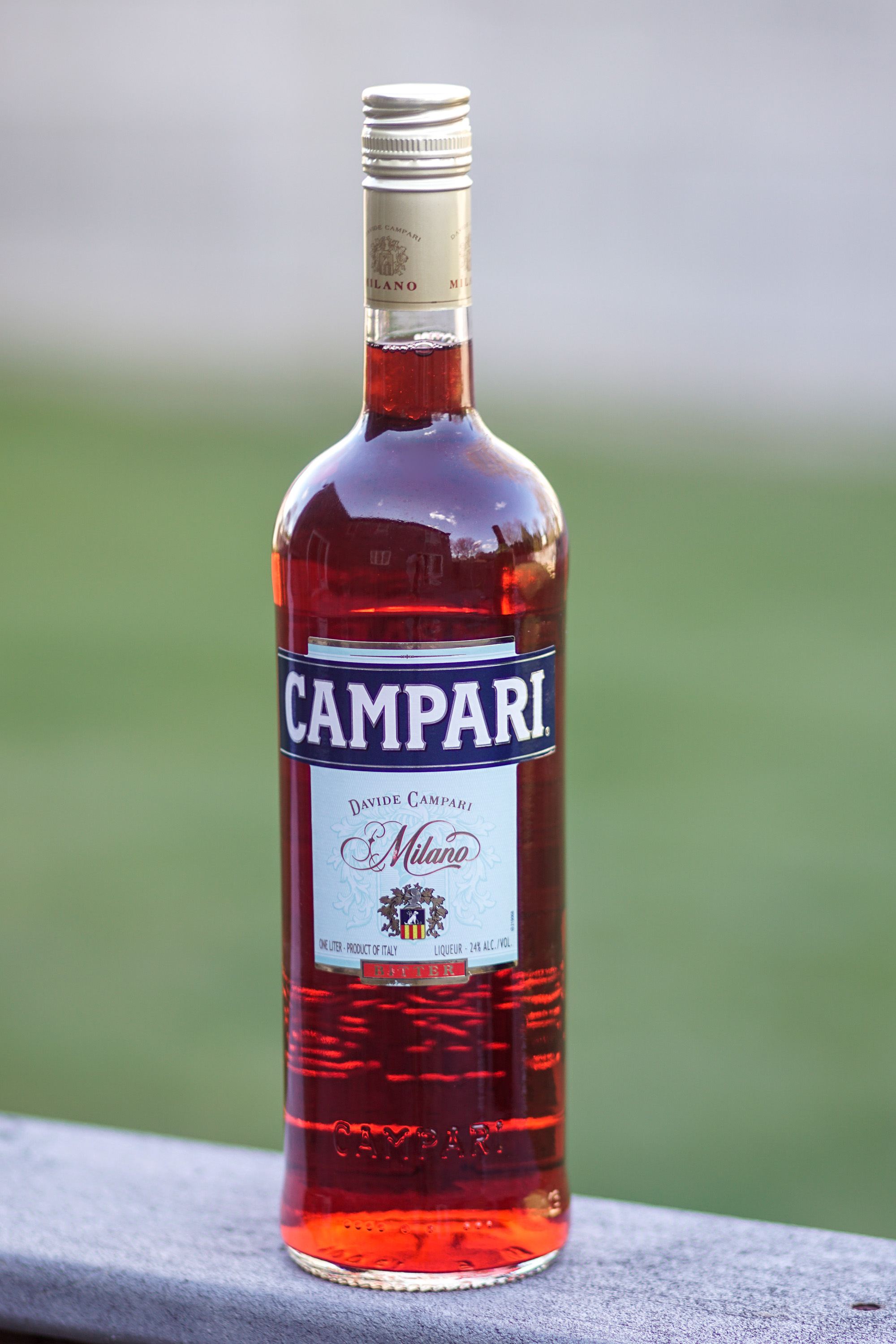
Bottle of Campari (United States)

История компании началась в 1860 году, когда Гаспаре Кампари (Gaspare Campari) открыл кафе в Новаре. По случаю объединения Италии в этом году Кампари разработал напиток «Кампари», состоящий из 60 компонентов, включая травы, специи, кору деревьев и шкурки фруктов; он остаётся основным продуктом компании. В 1862 году кафе было перенесено в Милан, а в 1867 году также в Милане, в Галерее Виктора Эммануила II, было открыто второе кафе, ставшее популярным местом встречи городской элиты. Вскоре в семейный бизнес вошёл Давиде Кампари, сын основателя от второго брака. Под его руководством производство было расширено крупным заводом в Сесто-Сан-Джованни, открытом в 1904 году, что позволило начать экспорт Campari и других спиртных напитков производства компании. Первый зарубежный завод был открыт в 1923 году в Нантере (пригород Парижа), через несколько лет — второй, в Лугано (Швейцария). В 1932 году компания начала выпуск первого в мире готового коктейля — Campari Soda, дизайн бутылки для которого разработал Фортунато Деперо.
В 1936 году Давиде Кампари умер, через 2 года компания была зарегистрирована под названием Davide Campari-Milano S.p.A. В 1970-х годах компания попала под контроль Доменико Гараволья (Domenico Garavoglia). К этому времени продукция компании продавалась в 80 странах. В 1987 году был открыт завод в Баруэри (пригород Сан-Паулу, Бразилия). Для расширения объёмов производства и продаж создавались партнёрства с другими производителями алкогольных напитков, такими как Veuve-Clicquot, Marnier-Lapostolle и William Grant & Sons.
С середины 1990-х годов компания под руководством Луки Гаравольи (Luca Garavoglia) начала рост за счёт поглощений. В 1995 году у нидерландской компании Bols Wessanen было куплено портфолио брендов безалкогольных аперитивов, включая Crodino, а также алкогольных аперитивов Cynar и Biancosarti. В 1999 году был куплен бренд узо Ouzo 12, а в декабре 1999 году за 106,5 млн евро была куплена компания Cinzano, производитель вермута и вина «Чинзано».
В июле 2001 года компания провела первичное публичное предложение, однако семья Гараволья сохранила за собой контрольный пакет акций. В декабре 2001 года была поглощена американская компания SKYY Spirits, производитель водки SKYY. В 2002 году были приобретены 2 итальянские компании: Sella & Mosca (вино) и Zedda Piras (спиртные напитки). Основными приобретениями 2003 года стали компании Riccadonna, Barbero 1891 (бренды Aperol, Aperol Soda, Barbieri, Mondoro, Enrico Serafino) и Teruzzi & Puthod.
В 2006 году у Pernod Ricard было куплено несколько брендов шотландского виски, в том числе Glen Grant, сделка включала также производственные мощности. В 2007 году ассортимент был пополнен текилой Cabo Wabo. В 2009 году был куплен бренд бурбона Wild Turkey. В 2016 году был поглощён французский производитель коньячного ликёра Grand Marnier. В мае 2024 года был куплен производитель коньяка Courvoisier.

## Деятельность
По состоянию на конец 2023 года производственные мощности насчитывали 22 завода. Главным рынком сбыта являются США (28 % выручки), далее следуют Италия (17 %), Германия (8 %), Франция (6 %), Ямайка (5 %), Австралия (4 %), Великобритания (3 %). По объёму продаж основными брендами в 2023 году были Aperol (24 %), Campari (11 %), Espolon (8 %), Wild Turkey (8 %), Grand Marnier (5 %), SKYY (4 %), на ямайский ром пришлось 5 %, на вина и вермут — также 5 %.

## Основные бренды
Компания владеет более чем 45 торговыми марками напитков, среди которых такие как биттер Campari, ликёр Франджелико, вермут Cinzano, аперитив Aperol, виски Glen Grant, Wild Turkey, игристое вино Mondoro, Cinzano Asti, узо Ouzo 12 и др.